# Santa Claus, Georgia
Santa Claus är en ort i Toombs County i den amerikanska delstaten Georgia. Orten grundades officiellt år 1941. En del av ortens gatunamn refererar till jul.